# Equitazione ai Giochi della XIV Olimpiade - Concorso completo a squadre
La competizione del concorso completo a squadre di equitazione dai Giochi della XIV Olimpiade si è svolta nei giorni dal 10 al 13 agosto a Londra.
La classifica finale era determinata sommando i punti dei tre cavalieri di ogni nazione della prova individuale.

## Classifica finale
| Pos.             | Nazione       | Binomio             | Binomio                 | Risultato Individuale | Risultato Totale |
| Pos.             | Nazione       | Cavaliere           | Cavallo                 | Risultato Individuale | Risultato Totale |
| ---------------- | ------------- | ------------------- | ----------------------- | --------------------- | ---------------- |
| Oro              | Stati Uniti   | Frank Henry         | Swing Low               | -21,00                | -161,50          |
| Oro              | Stati Uniti   | Charles Anderson    | Reno Palisade           | -26,50                | -161,50          |
| Oro              | Stati Uniti   | Earl Foster Thomson | Reno Rhythm             | -114,00               | -161,50          |
| Argento          | Svezia        | Robert Selfelt      | Claque                  | -25,00                | -165,00          |
| Argento          | Svezia        | Olof Stahre         | Komet                   | -70,00                | -165,00          |
| Argento          | Svezia        | Sigurd Svensson     | Dust                    | -70,00                | -165,00          |
| Bronzo           | Messico       | Humberto Mariles    | Parral                  | -61,75                | -305,25          |
| Bronzo           | Messico       | Raúl Campero        | Tarahumara              | -120,50               | -305,25          |
| Bronzo           | Messico       | Joaquín Solano      | Malinche                | -123,00               | -305,25          |
| 4                | Svizzera      | Alfred Blaser       | Mahmud                  | -59,25                | -404,50          |
| 4                | Svizzera      | Anthon Bühler       | Amour Amour             | -95,00                | -404,50          |
| 4                | Svizzera      | Pierre Musy         | Französin               | -250,25               | -404,50          |
| 5                | Spagna        | Joaquín Nogueras    | Epsom                   | -41,00                | -422,50          |
| 5                | Spagna        | Fernando Gazapo     | Vivian                  | -179,25               | -422,50          |
| 5                | Spagna        | Santiago Martínez   | Fogoso                  | -202,25               | -422,50          |
| Non classificate |               |                     |                         |                       |                  |
| -                | Argentina     | Francisco Reyes     | Rosarino                | -59,00                |                  |
| -                | Argentina     | Julio César Sagasta | Cherenda Cue            | -92,50                |                  |
| -                | Argentina     | José Manuel Sagasta | Mandinga                | Elim.                 |                  |
| -                | Brasile       | Aëcio Coelho        | Guapo                   | -52,00                |                  |
| -                | Brasile       | Renyldo Ferreira    | Indio                   | -250,00               |                  |
| -                | Brasile       | Anísio da Rocha     | Carioca                 | NP                    |                  |
| -                | Danimarca     | Erik Carlsen        | Esja                    | -44,00                |                  |
| -                | Danimarca     | Kai Aage Krarup     | Rollo                   | -65,00                |                  |
| -                | Danimarca     | Niels Mikkelsen     | St, Hans                | Elim.                 |                  |
| -                | Finlandia     | Adolf Ehrnrooth     | Lilia                   | -110,00               |                  |
| -                | Finlandia     | Mauno Roiha         | Roa                     | -202,00               |                  |
| -                | Finlandia     | Arvo Haanpää        | Upea                    | Elim.                 |                  |
| -                | Francia       | Bernard Chevallier  | Aiglonne                | 4,00                  |                  |
| -                | Francia       | René Emanuelli      | Tourtourelle            | -303,25               |                  |
| -                | Francia       | André Jousseaume    | Gigolo                  | NP                    |                  |
| -                | Gran Bretagna | Peter Borwick       | Liberty                 | -80,25                |                  |
| -                | Gran Bretagna | Lyndon Bolton       | Sylveste                | -182,00               |                  |
| -                | Gran Bretagna | Douglas Stewart     | Dark Seal               | Elim.                 |                  |
| -                | Italia        | Fabio Mangilli      | Guerriero de Capestrano | -55,00                |                  |
| -                | Italia        | Raimondo D'Inzeo    | Regate                  | -223,00               |                  |
| -                | Italia        | Eugenio Monterosso  | Tic Tac                 | Elim.                 |                  |
| -                | Portogallo    | Fernando Cavaleiro  | Satari                  | -55,00                |                  |
| -                | Portogallo    | Fernando Paes       | Zuari                   | -167,50               |                  |
| -                | Portogallo    | António Serôdio     | Abstrato                | Elim.                 |                  |
| -                | Turchia       | Salih Koç           | Cesur                   | NP                    |                  |
| -                | Turchia       | Ziya Azak           | Ruzgar                  | Elim.                 |                  |
| -                | Turchia       | Eyüp Yiğittürk      | Ozbek                   | Squal.                |                  |